# Cornelis van Spaendonck
Cornelis van Spaendonck (Tilburg, 7 december 1756 - Parijs, 22 december 1839) was een Nederlandse kunstschilder, tekenaar en ontwerper. Hij leerde het vak in Antwerpen en Mechelen en werkte een groot deel van zijn loopbaan in Parijs en Sèvres.

## Biografie
Van Spaendonck werd geboren in Tilburg en vertrok in 1773 voor kunstles naar Antwerpen. Daarna ging hij naar de kunstacademie in Mechelen waar hij les kreeg van Willem Herreyns. Vervolgens ging hij naar Parijs om daar zijn kost te verdienen als kunstenaar. Zijn broer, de bekende kunstschilder Gerard van Spaendonck, was hem al voorgegaan en begeleidde hem bij zijn verdere ontwikkeling in het kunstvak. Daarnaast volgde hij lessen aan de Académie royale de peinture et de sculpture.
Hij schilderde veel fruit- en bloemenmotieven voor de porseleinfabriek in het nabij gelegen Sèvres. Daar had hij vanaf 1795 ook de leiding. In 1800 werd hij echter uit zijn functie ontheven vanwege organisatorische tekortkomingen. Hij bleef er tot 1808 niettemin aan als ontwerper. Hij keerde een aantal jaren terug naar Tilburg, in de periode tussen 1818 en 1825, en ging toen opnieuw naar Frankrijk. Ook ontwierp hij toen weer voor de porseleinfabriek in Sèvres.
Verder schilderde hij miniaturen, maakte hij tekeningen en vervaardigde hij delen voor kabinetten. Daarnaast liet hij een collectie aan botanische aquarellen na.
Hij was lid van de Académie des beaux-arts en ontwikkelde zich net als zijn broer tot kunstleraar. Beide broers ontwikkelden niettemin ieder een eigen stijl. Zijn werk was in die tijd ook te zien tijdens exposities, waaronder op de tentoonstellingen in Parijs en in 1813 in Amsterdam. Zijn signatuur bestond meestal uit zijn voornaam met daaronder zijn achternaam met een punt.

## Galerij
| Stilleven met bloemen (1817)        |  | Stilleven met bloemenboeket (1810) |
| Stilleven met bloemen op urn (1817) |  | Stilleven met bloemenboeket (1810) |

- Bibliothèque nationale de France: cb169853843 (data)
- Biografisch Portaal: 19990807
- Digitale Bibliotheek voor de Nederlandse Letteren: spae007
- Gemeinsame Normdatei: 117648604
- International Standard Name Identifier: 0000 0001 1749 6936
- Library of Congress Control Number: n81037549
- Nederlandse Thesaurus van Auteursnamen: 068684150
- RKD-Nederlands Instituut voor Kunstgeschiedenis: 74095
- Système universitaire de documentation: 181226383
- Union List of Artist Names: 500009512
- Virtual International Authority File: 21000913
- WorldCat: E39PBJj4vr9DTTKt6KVxGxBtrq